# Хеберт, Пол
Пол Хеберт (англ. Paul David Neil Hebert; род. 6 мая 1947, Кингстон, Онтарио) — канадский энтомолог, биолог-эволюционист. Доктор философии (1972), профессор Университета Гуэлфа, член Королевского общества Канады. Отмечен медалью Бенджамина Франклина (2024). Лауреат премии Хейнекена (2018). Пионер в области ДНК-штрихкодирования, называемый «отцом» данного метода. Директор Института биоразнообразия Онтарио.
Окончил Университет Куинс (бакалавр наук, 1969), где изучал биологию. Степень доктора философии по генетике получил в Кембридже. Затем по стипендии имени Резерфорда занимался в Сиднейском университете. В 1976 возвратился в Канаду, получив должность в Виндзорском университете, где станет профессором биологических наук. С 1990 в Университете Гуэлфа, завкафедрой зоологии (по 2001). Подготовил 57 аспирантов и 56 постдоков.
Стал четвертым канадцем, удостоившимся медали Бенджамина Франклина.
Офицер ордена Канады (2015). Женат, есть дочь.